# أحمد (فلم)
أحمد هو فيلم درامي وكوميدي سنغالي صدر عام 2006.

## القصّة
يرتبطُ أحمد مصلح التلفزيونات بعلاقة قويّة مع أندريه الجنديّ السنغالي السابق الذي يعيشُ بمفرده في منزل بعيد ويقبلُ في أن يصبح صديقًا لأحمد، وعلى الرغم من مقاومة هذا الأخيرة إلا أنَّ علاقة غريبة تنمو بين الاثنين تغذيها الموسيقى.

## الجوائز
عُرض الفيلم في مهرجان أضواء أفريقيا (بالفرنسية: Lumières d'Afrique) في بيزانسون.

## رابط خارجي
- أحمد  في قاعدة بيانات الأفلام على الإنترنت (بالإنجليزية)